# Heterobasidion insulare
Heterobasidion insulare är en svampart som först beskrevs av William Alphonso Murrill, och fick sitt nu gällande namn av Leif Ryvarden 1972. Heterobasidion insulare ingår i släktet Heterobasidion och familjen Bondarzewiaceae.   Inga underarter finns listade i Catalogue of Life.